# Acrolepia canachopis
Acrolepia canachopis là một loài bướm đêm thuộc họ Acrolepiidae. Loài này có ở Nam Phi.